# Tecnam P2002 JF
Le P2002 JF est un avion monomoteur biplace conçu par l'avionneur italien Tecnam.

## Description

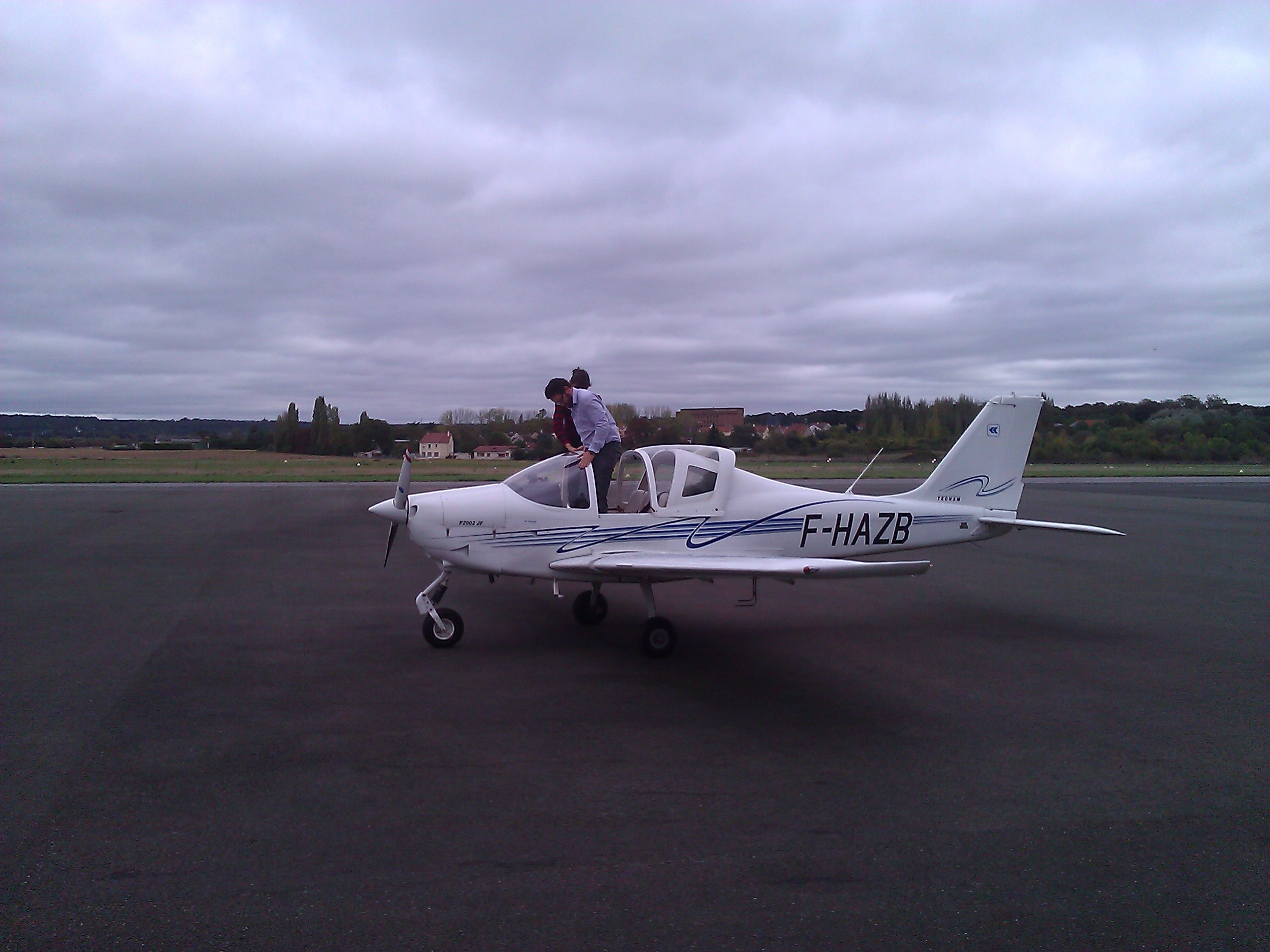
Tecnam P2002JF F-HAZB au sol à Saint-Cyr L'Ecole (LFPZ), France

Le Tecnam P2002 JF est un avion biplace monomoteur de conception moderne issu de l'ULM P2002. Entièrement métallique, il est doté d'une aile basse trapézoïdale et d'un train d'atterrissage tricycle fixe. Il est motorisé par un Rotax 912 S2 de 98,5 ch. L'hélice est en bois. Les commandes de volet et de compensateur sont électriques. Le système de freinage, hydraulique, se commande au moyen d'un petit levier disposé entre les deux sièges. L'installation à bord se fait par l'avant de l'appareil au moyen d'un marche pied.

## Evolution
La seconde révision du manuel de vol (datée du 2 mars 2010) apporte quelques modifications au niveau des vitesses et des distances de décollage et d'atterrissage, ainsi que la possibilité de certifier l'avion avec une masse max à 600 kg.

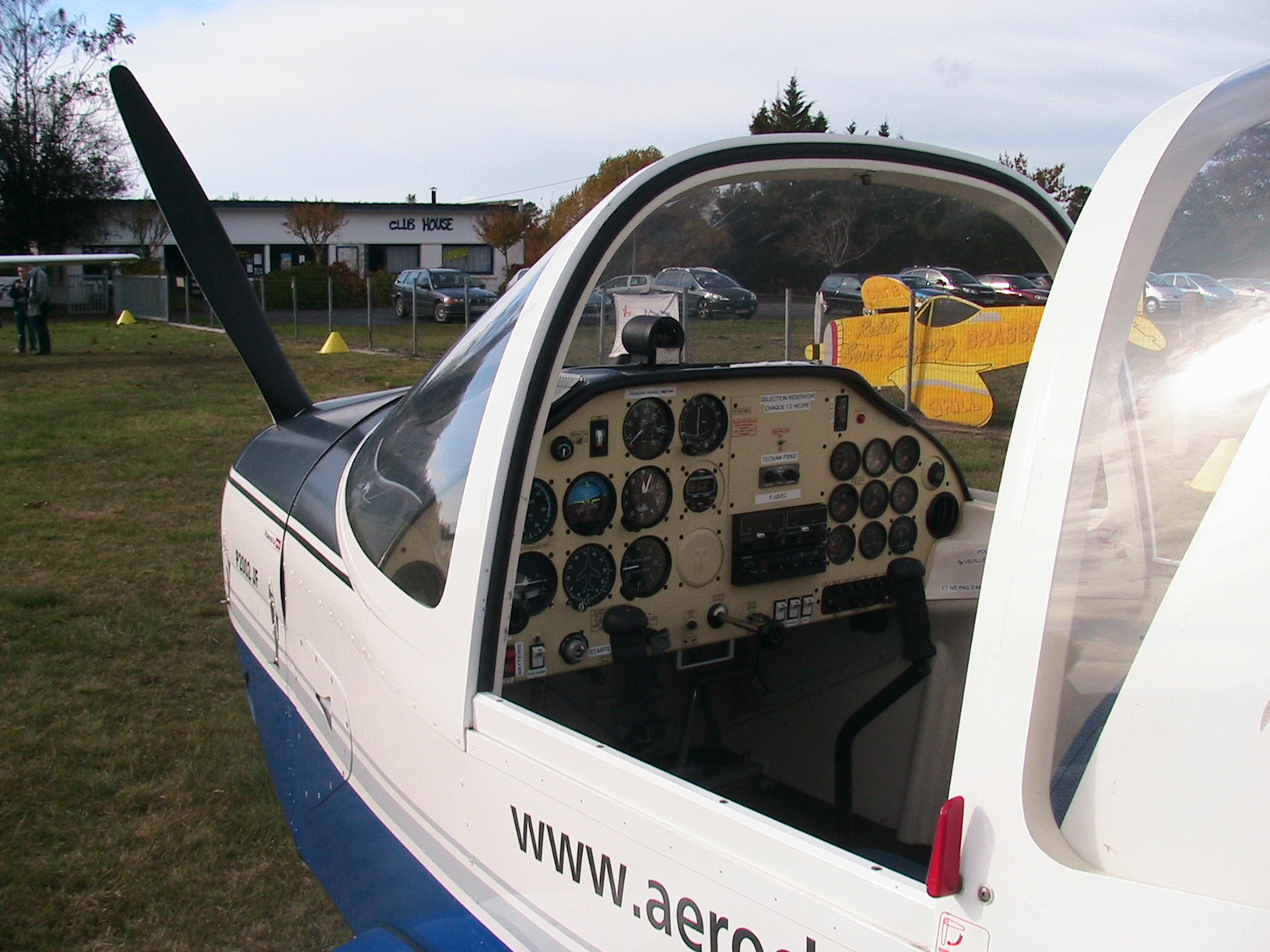
Cockpit d'un Tecnam P2002JF biplace